# Demigny
Demigny település Franciaországban, Saône-et-Loire megyében. Lakosainak száma 1769 fő (2022. január 1.). Demigny Merceuil, Corcelles-les-Arts, Chagny, Chaudenay, Gergy, Lessard-le-National és Saint-Loup-Géanges községekkel határos.

## Népesség
A település népességének változása:
| Lakosok száma | 1762 | 1781 | 1830 | 1794 | 1803 | 1794 | 1782 | 1776 | 1769 |
|               | 2013 | 2015 | 2016 | 2017 | 2018 | 2019 | 2020 | 2021 | 2022 |